# Basketball-Bundesliga 2024-2025
La Basketball Bundesliga 2024–2025, chiamata per ragioni di sponsorizzazione easyCredit Basketball Bundesliga, è la 59ª edizione del massimo campionato tedesco.

## Formula
La stagione viene giocata a diciassette squadre dopo che dalla ProA è stata promossa una sola squadra, Skyliners Frankfurt, e nessuna wildcard è stata rilasciata.
La stagione prevede trentadue partite di stagione regolare, le prime sei squadre si qualificano per i playoff mentre dalla settima alla decima si giocano i play-in.
La classifica prevede il calcolo delle percentuali per vittoria.

## Squadre
| Club               | Stagione | Città             | Stadio                | Stagione precedente                    |
| ------------------ | -------- | ----------------- | --------------------- | -------------------------------------- |
| Bamberger          | ...      | Bamberga          | Brose Arena           | 11º posto in Bundesliga                |
| Alba Berlino       | dettagli | Berlino           | Mercedes-Benz Arena   | 2º posto in Bundesliga                 |
| Telekom Bonn       | ...      | Bonn              | Telekom Dome          | 7º posto in Bundesliga                 |
| Braunschweig       | ...      | Braunschweig      | Volkswagen Halle      | 12º posto in Bundesliga                |
| Niners Chemnitz    | ...      | Chemnitz          | Arena Chemnitz        | 3º posto in Bundesliga                 |
| Skyl. Francoforte  | ...      | Francoforte       | Süwag Energie ARENA   | 4º posto in ProA, promossa ai play-off |
| BG 74 Gottinga     | ...      | Gottinga          | Sparkassen Arena      | 14º posto in Bundesliga                |
| Amburgo Towers     | ...      | Amburgo           | Inselparkhalle        | 10º posto in Bundesliga                |
| Heidelberg         | ...      | Heidelberg        | SNP Dome              | 16º posto in Bundesliga                |
| R. Ludwigsburg     | ...      | Ludwigsburg       | MHP-Arena             | 8º posto in Bundesliga                 |
| Mitteldeutscher BC | ...      | Weißenfels        | Stadthalle Weißenfels | 13º posto in Bundesliga                |
| Bayern Monaco      | dettagli | Monaco di Baviera | Audi Dome             | 1º posto in Bundesliga, campione       |
| EWE Oldenburg      | ...      | Oldenburg         | Große EWE Arena       | 9º posto in Bundesliga                 |
| Rostock Seawolves  | ...      | Rostock           | Stadthalle Rostock    | 15º posto in Bundesliga                |
| Ulma               | ...      | Ulma              | Arena Ulm             | 4º posto in Bundesliga                 |
| RASTA Vechta       | ...      | Vechta            | RastaDome             | 6º posto in Bundesliga                 |
| Würzburg Baskets   | ...      | Würzburg          | s.Oliver Arena        | 5º posto in Bundesliga                 |

## Stagione regolare

### Classifica
|  | Pos. | Squadra                    | PCT  | G  | V  | P  | PF   | PS   | Dif  | SD        |
|  | ---- | -------------------------- | ---- | -- | -- | -- | ---- | ---- | ---- | --------- |
|  | 1.   | Bayern Munich              | .750 | 32 | 24 | 8  | 2660 | 2440 | +220 |           |
|  | 2.   | Ratiopharm Ulm             | .719 | 32 | 23 | 9  | 2832 | 2561 | +271 |           |
|  | 3.   | Löwen Braunschweig         | .625 | 32 | 20 | 12 | 2690 | 2585 | +105 |           |
|  | 4.   | Niners Chemnitz            | .563 | 32 | 18 | 14 | 2647 | 2725 | -78  | 4-2 (-16) |
|  | 5.   | MLP Academics Heidelberg   | .563 | 32 | 18 | 14 | 2567 | 2586 | -19  | 3-3 (-3)  |
|  | 6.   | FIT/One Würzburg Baskets   | .563 | 32 | 18 | 14 | 2657 | 2580 | +77  | 3-3 (-18) |
|  | 7.   | Alba Berlin                | .563 | 32 | 18 | 14 | 2785 | 2553 | +232 | 2-4 (+37) |
|  | 8.   | Syntainics Mitteldeutscher | .531 | 32 | 17 | 15 | 2724 | 2733 | -9   |           |
|  | 9.   | EWE Baskets Oldenburg      | .500 | 32 | 16 | 16 | 2858 | 2845 | +13  | 4-2 (+37) |
|  | 10.  | Rostock Seawolves          | .500 | 32 | 16 | 16 | 2604 | 2596 | +8   | 4-2 (+10) |
|  | 11.  | MHP Riesen Ludwigsburg     | .500 | 32 | 16 | 16 | 2439 | 2386 | +53  | 2-4 (-14) |
|  | 12.  | Rasta Vechta               | .500 | 32 | 16 | 16 | 2555 | 2613 | -58  | 2-4 (-33) |
|  | 13.  | Veolia Hamburg Towers      | .469 | 32 | 15 | 17 | 2596 | 2671 | -75  |           |
|  | 14.  | Telekom Baskets Bonn       | .438 | 32 | 14 | 18 | 2696 | 2698 | -2   |           |
|  | 15.  | Bamberg Baskets            | .375 | 32 | 12 | 20 | 2680 | 2753 | -73  |           |
|  | 16.  | Skyliners Frankfurt        | .250 | 32 | 8  | 24 | 2418 | 2641 | -223 |           |
|  | 17.  | BG Göttingen               | .094 | 32 | 3  | 29 | 2593 | 3035 | -442 |           |

      Ammesse ai playoff scudetto.
      Ammesse ai play-in.
      Retrocessa in ProA
 Vincitrice del campionato
In caso di parità tra due squadre si considera la differenza canestri degli scontri diretti, in caso di scarto nullo si considera il coefficiente canestri (PF/PS). In caso di parità tra tre o più squadre si procede al calcolo della classifica avulsa, prendendo in considerazione come primo elemento il totale degli scontri diretti tra le squadre interne alla classifica avulsa, in caso di parità interna tra due squadre si prosegue con le regole per la parità tra due squadre.

## Play-off

### Play-in
Solo le prime sei classificate accedono direttamente ai play-off scudetto. Invece le squadre classificate tra la settima e la decima posizione disputano un torneo play-in. La settima incontrerà l'ottava, con la vincitrice che verrà posizionata al settimo posto. La nona classificata affronterà la decima, con la perdente che verrà eliminata dai playoff. La perdente della sfida settima-ottava e la vincitrice tra la sfida nona-decima si incontreranno, con la vincitrice che verrà posizionata all'ottavo posto e la perdente eliminata.
|  |         |                    |               |                    |                    |         |         |         |
|  | Play-In | Play-In            | Play-In       |                    |                    | #8 Seed | #8 Seed | #8 Seed |
|  | Play-In | Play-In            | Play-In       |                    |                    | #8 Seed | #8 Seed | #8 Seed |
|  |         |                    |               |                    |                    |         |         |         |
|  |         |                    |               |                    |                    |         |         |         |
|  | 7       | Alba Berlino       | 81            |                    |                    |         |         |         |
|  | 7       | Alba Berlino       | 81            |                    |                    |         |         |         |
|  | 8       | Mitteldeutscher BC | 78            |                    |                    |         |         |         |
|  | 8       | Mitteldeutscher BC | 78            |                    |                    |         |         |         |
|  |         |                    |               | Mitteldeutscher BC | Mitteldeutscher BC | 110     |         |         |
|  |         |                    |               | Mitteldeutscher BC | Mitteldeutscher BC | 110     |         |         |
|  |         |                    | EWE Oldenburg | EWE Oldenburg      | 95                 |         |         |         |
|  |         |                    |               | EWE Oldenburg      | 95                 |         |         |         |
|  | 9       | EWE Oldenburg      | 95            |                    |                    |         |         |         |
|  | 9       | EWE Oldenburg      | 95            |                    |                    |         |         |         |
|  | 10      | Rostock Seawolves  | 83            |                    |                    |         |         |         |
|  | 10      | Rostock Seawolves  | 83            |                    |                    |         |         |         |

### Tabellone
Tutti iturni sono al meglio delle cinque gare. Gara1, Gara2 e l'eventuale Gara5 sono in casa della meglio classificata.
|  | Quarti di finale | Quarti di finale   | Quarti di finale   | Quarti di finale   | Quarti di finale | Quarti di finale | Quarti di finale |  |  | Semifinali       | Semifinali       | Semifinali    | Semifinali | Semifinali | Semifinali | Semifinali |    |    | Finale        | Finale        | Finale | Finale | Finale | Finale | Finale |  |
|  |                  |                    |                    |                    |                  |                  |                  |  |  |                  |                  |               |            |            |            |            |    |    |               |               |        |        |        |        |        |  |
|  | 1                | Bayern Monaco      | Bayern Monaco      | Bayern Monaco      | 78               | 80               | 90               |  |  |                  |                  |               |            |            |            |            |    |    |               |               |        |        |        |        |        |  |
|  | 8                | Mitteldeutscher BC | Mitteldeutscher BC | Mitteldeutscher BC | 60               | 65               | 69               |  |  | Bayern Monaco    | Bayern Monaco    | Bayern Monaco | 90         | 90         | 98         | 94         |    |    |               |               |        |        |        |        |        |  |
|  | 4                | Niners Chemnitz    | Niners Chemnitz    | 90                 | 70               | 97               | 64               |  |  | Heidelberg       | Heidelberg       | Heidelberg    | 95         | 61         | 68         | 82         |    |    |               |               |        |        |        |        |        |  |
|  | 5                | Heidelberg         | Heidelberg         | 93                 | 74               | 88               | 92               |  |  |                  |                  |               |            |            |            |            |    |    | Bayern Monaco | Bayern Monaco | 82     | 64     | 79     | 67     | 81     |  |
|  | 2                | Ulma               | Ulma               | Ulma               | 94               | 74               | 93               |  |  |                  |                  | Ulma          | Ulma       | 66         | 79         | 81         | 53 | 77 |               |               |        |        |        |        |        |  |
|  | 7                | Alba Berlino       | Alba Berlino       | Alba Berlino       | 83               | 62               | 84               |  |  | Ulma             | Ulma             | 91            | 77         | 99         | 77         | 91         |    |    |               |               |        |        |        |        |        |  |
|  | 3                | Braunschweig       | 92                 | 90                 | 80               | 72               | 88               |  |  | Würzburg Baskets | Würzburg Baskets | 87            | 87         | 86         | 78         | 84         |    |    |               |               |        |        |        |        |        |  |
|  | 6                | Würzburg Baskets   | 79                 | 94                 | 75               | 79               | 97               |  |  |                  |                  |               |            |            |            |            |    |    |               |               |        |        |        |        |        |  |

## Premi e riconoscimenti
- MVP regular season:  Jhivvan Jackson, Würzburg Baskets
- MVP finals:  Shabazz Napier, Bayern Monaco
- Allenatore dell'anno:  Jesús Ramírez, Braunschweig
- Attaccante dell'anno:  Jhivvan Jackson, Würzburg Baskets
- Difensore dell'anno:  Nick Weiler-Babb, Bayern Monaco
- Rookie dell'anno:  Sananda Fru, Braunschweig